# Arie Altena
Arie Altena (1966) is een Nederlands literatuurwetenschapper, publicist en docent. Hij schrijft over kunst, cultuur, het internet en literatuur voor verschillende tijdschriften en publicaties, waaronder Metropolis M (Nederlands tijdschrift voor hedendaagse kunst). Daarnaast werkt hij als editor/onderzoeker voor V2, Instituut voor de instabiele media en maakt hij deel uit van het team dat het Sonic Acts festival organiseert.

## Biografie
Altena studeerde literatuurtheorie aan de Universiteit van Amsterdam. Zoals hij zelf aangeeft heeft hij deze doctoraal – die gericht was op Amerikaanse postmoderne literatuur – nooit afgerond omdat hij in die tijd (1994) het World Wide Web en HTML interessanter vond. Sinds die tijd richt hij zich vooral op nieuwe media en internet.
Vanaf 1994 werkte Altena voor Mediamatic. In 2006 was hij een onderzoeker aan de Jan van Eyck Academie in Maastricht. Hier richtte hij zijn onderzoek op de transformatie van het schrijven onder serieuze bloggers. Dit onderzoek maakt deel uit van het Ubiscribe-onderzoek.

## Selectieve bibliografie
- Interageren om te overleven (2009) Interview met Arjen Mulder over kunst en media in de 21e eeuw.
- The Cinematic Experience (2008) Book for Sonic Acts XII.
- Participatie en interactieve kunst (2008) Artikel over interactieve kunst in België.
- Wanneer is het een verhaal? (2008) Artikel over stadsverhalen, verhalennetwerken en locatieve fictie.
- Hypertekst voorbij hypertekst, literatuur voorbij literatuur (2007) Tekst over nieuwe media en literatuur.
- Ubiscribe, recent changes Pervasive, Personal, Participatory (2006) Ubiscribe: publicatie
- Metadata en de essayisten van de toekomst (2006) Artikel voor Metropolis M over Web 2.0, metadata en Sloterdijk.
- Wie blogt bestaat (2005) Over lezen en schrijven in tijden van nieuwe media, essay voor De Gids.